# Mario Scelba
Mario Scelba (Caltagirone, 5 de setembro de 1901 — Roma, 29 de outubro de 1991) foi um político italiano, do partido da Democracia Cristã. Ocupou o cargo de primeiro-ministro da Itália entre 10 de fevereiro de 1954 até 2 de julho de 1955. Foi presidente do Parlamento Europeu de 1969 a 1971.

## Ministro do Interior
Em 2 de fevereiro de 1947, Scelba se tornou Ministro do Interior no terceiro governo de Alcide de Gasperi, e permaneceu no cargo até julho de 1953. Durante esses anos, Scelba foi provavelmente o homem mais poderoso do país, depois de De Gasperi.
Tendo testemunhado o Biênio Vermelho e a violenta reação fascista, que causou a crise do Estado liberal e a consequente formação da ditadura, Scelba estava profundamente convencido de que o controle da ordem pública era necessário para a defesa das recém-fundadas instituições democráticas e republicanas; de fato, durante todo o seu mandato, ele foi um forte defensor das políticas de lei e ordem. Seu registro duro lhe rendeu o apelido de "siciliano de ferro" por sua repressão implacável aos protestos e greves dos trabalhadores de esquerda, bem como aos comícios neofascistas.

### Massacre de Portella della Ginestra
Depois de apenas três meses no cargo como Ministro do Interior, Scelba foi confrontado com o massacre de Portella della Ginestra. Doze dias após a vitória da esquerda nas eleições regionais da Sicília de 1947, a parada trabalhista de 1º de maio em Portella della Ginestra foi atacada, culminando na morte de 11 pessoas e ferimentos em mais de trinta. O ataque foi atribuído ao bandido e líder separatista Salvatore Giuliano, o objetivo de punir os esquerdistas locais pelos recentes resultados eleitorais.
Scelba relatou ao Parlamento no dia seguinte que, pelo que a polícia pôde determinar, o tiroteio em Portella della Ginestra foi apolítico. Ele afirmou que bandidos infestaram notoriamente o vale em que ocorreu. No entanto, essa versão foi contestada pela esquerda. O deputado comunista Girolamo Li Causi destacou a natureza política do massacre, alegando que a máfia perpetrou o ataque, em conluio com grandes proprietários de terras, monarquistas e a Frente do Homem Comum de direita. Ele também alegou que o inspetor de polícia Ettore Messana - suposto coordenar o processo contra os bandidos - tinha se aliado a Giuliano e denunciou Scelba por permitir que Messana permanecesse no cargo. Documentos posteriores confirmariam a acusação. Li Causi e Scelba seriam os principais oponentes no rescaldo do massacre - a subsequente morte do suposto autor, Salvatore Giuliano, e o julgamento contra o tenente de Giuliano, Gaspare Pisciotta, e outros membros restantes da gangue de Giuliano.
O julgamento dos responsáveis foi realizado na cidade de Viterbo, a partir do verão de 1950. Durante o julgamento, Scelba foi novamente acusado de envolvimento na conspiração para realizar o massacre, mas as acusações eram muitas vezes contraditórias ou vagas. No final, o juiz concluiu que nenhuma autoridade superior ordenou o massacre e que o bando de Giuliano agiu de forma autônoma. No julgamento, Pisciotta disse: "Uma e outra vez Scelba voltou atrás em sua palavra: Mattarella e Cusumano voltaram a Roma para implorar por anistia total para nós, mas Scelba negou todas as suas promessas." Pisciotta também afirmou que matou Salvatore Giuliano durante o sono, por acordo com Scelba. No entanto, não havia evidências de que Scelba tivesse qualquer relacionamento com Pisciotta.

### Eleição de 1948
A eleição geral em abril de 1948 foi fortemente influenciada pelo confronto da Guerra Fria entre a União Soviética e os Estados Unidos. Depois do golpe comunista de fevereiro de 1948 de inspiração soviética na Tchecoslováquia, os Estados Unidos ficaram alarmados com as intenções soviéticas e temiam que, se a coalizão de esquerda vencesse as eleições, o Partido Comunista Italiano (PCI), financiado pela União Soviética, atrairia a Itália para a União Soviética esfera de influência.
A campanha eleitoral permaneceu incomparável em agressão verbal e fanatismo na história republicana da Itália. A propaganda democrática cristã tornou-se famosa ao afirmar que nos países comunistas "as crianças mandavam os pais para a prisão", "as crianças eram propriedade do Estado", "as pessoas comiam os próprios filhos" e alegando que o desastre atingia a Itália se a esquerda tomasse potência.
Como ministro do Interior, Scelba anunciou que o governo tinha 330 000 homens armados, incluindo uma força de choque especial de 150 000 prontos para enfrentar os comunistas se eles tentassem criar problemas no dia das eleições. No entanto, a eleição acabou sendo vencida com uma margem confortável pelo Democracia Cristã (DC), que derrotou a coalizão de esquerda da Frente Democrática Popular (FDP) que compreendia o PCI e o Partido Socialista Italiano (PSI). Após a eleição, De Gasperi continuou governando sem os comunistas, que estavam no governo desde junho de 1944, quando o primeiro governo do pós-guerra foi formado, até maio de 1947; enquanto Scelba manteve seu papel como Ministro do Interior.

### Reorganização da polícia

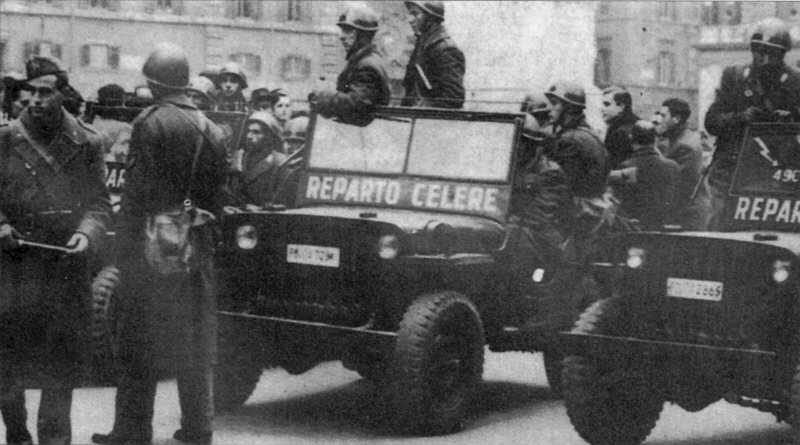
O Reparto Celere, um esquadrão especial de motim de jipe da polícia italiana

Durante seu ministério, Scelba reorganizou profundamente a polícia italiana, começando com a expulsão de mais de 8 000 ex- guerrilheiros, sob a acusação de serem insurgentes comunistas. Quando ele assumiu o cargo, a organização da polícia era tão malfeita que Scelba exclamou: "Se eu fosse comunista, começaria uma revolução amanhã". Durante seu governo, ele transformou a polícia desgrenhada do país em uma força de cerca de 100 000 agentes e estabeleceu um esquadrão de choque, fortemente armado e equipado com carros blindados e jipe especial, chamado Reparto Celere ("Departamento Rápido").
Ele se tornou conhecido como um homem de ação contra o que considerava desordem comunista. Ao fazer isso, Scelba foi criticado também por muitos democratas cristãos que desaprovavam seus métodos severos. Em 1952, ele escreveu a chamada "lei Scelba", que introduzia o crime de apologia do fascismo.
Scelba tinha uma atitude conservadora em relação a certas questões, como maiôs escassos, beijos em público e estátuas nuas. Apesar disso e de sua preocupação obstinada com a lei e a ordem, em questões socioeconômicas, Scelba inclinou-se para a esquerda do centro no DC. Ele era favorável a mais reformas sociais e obras públicas, atacando especuladores por empurrarem os preços para cima. "É virtualmente impossível", disse ele uma vez, "ser Ministro do Interior de um governo que não se importa se o povo trabalha ou não". Scelba enfatizou a possibilidade de minar a força comunista "por determinadas medidas de melhoria social e econômica, como uma reforma agrária das grandes propriedades no sul da Itália, por exemplo." Enquanto estava no cargo, a rede Gladio, a operação clandestina da OTAN "stay-behind" na Itália após a Segunda Guerra Mundial, pretendia organizar a resistência após uma invasão do Pacto de Varsóvia na Europa Ocidental.

### Eleição de 1953

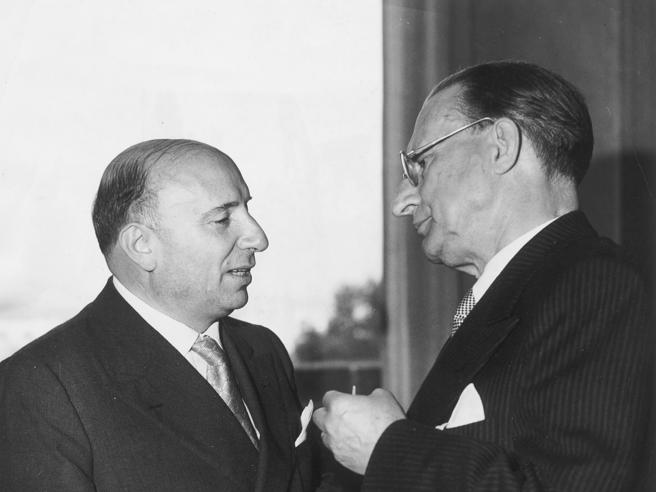
Mario Scelba com o primeiro-ministro Alcide De Gasperi durante os anos 1950

A eleição geral de 1953 foi caracterizada por mudanças na lei eleitoral. Mesmo que a estrutura geral permanecesse incorrupta, o governo introduziu um superbonus de dois terços dos assentos na Câmara para a coalizão, que obteria em geral a maioria absoluta dos votos. A mudança foi fortemente contestada pelos partidos de oposição, bem como pelos parceiros menores da coalizão de DC, que não tinham nenhuma chance realista de sucesso sob este sistema. A nova lei foi chamada de Lei do Golpe por seus detratores, incluindo alguns dissidentes de partidos menores do governo que fundaram grupos especiais de oposição para negar o deslizamento de terra artificial para a democracia cristã.
A campanha de oposição à "Lei do Golpe" atingiu seu objetivo. A coalizão do governo obteve 49,9% dos votos nacionais, apenas alguns milhares de votos do limite para uma supermaioria, resultando em uma distribuição proporcional ordinária das cadeiras. Tecnicamente, o governo venceu a eleição, conquistando uma clara maioria de assentos em ambas as casas. Mas a frustração com o fracasso em ganhar uma supermaioria causou tensões significativas na coalizão líder. De Gasperi foi forçado a renunciar pelo Parlamento em 2 de agosto. Em 17 de agosto, o presidente Einaudi nomeou Pella como o novo primeiro-ministro.

## Primeiro-Ministro da Itália
O governo de Pella durou apenas cinco meses, e em janeiro de 1954, Fanfani se tornou o novo primeiro-ministro. No entanto, ele foi forçado a renunciar após apenas 23 dias no poder, e o então presidente Luigi Einaudi deu a Scelba a tarefa de formar um novo gabinete. Em 10 de fevereiro, ele jurou como novo primeiro-ministro à frente de um governo de coalizão centrista composto por DC, Partido Socialista Democrático Italiano (PSDI) e Partido Liberal Italiano (PLI).

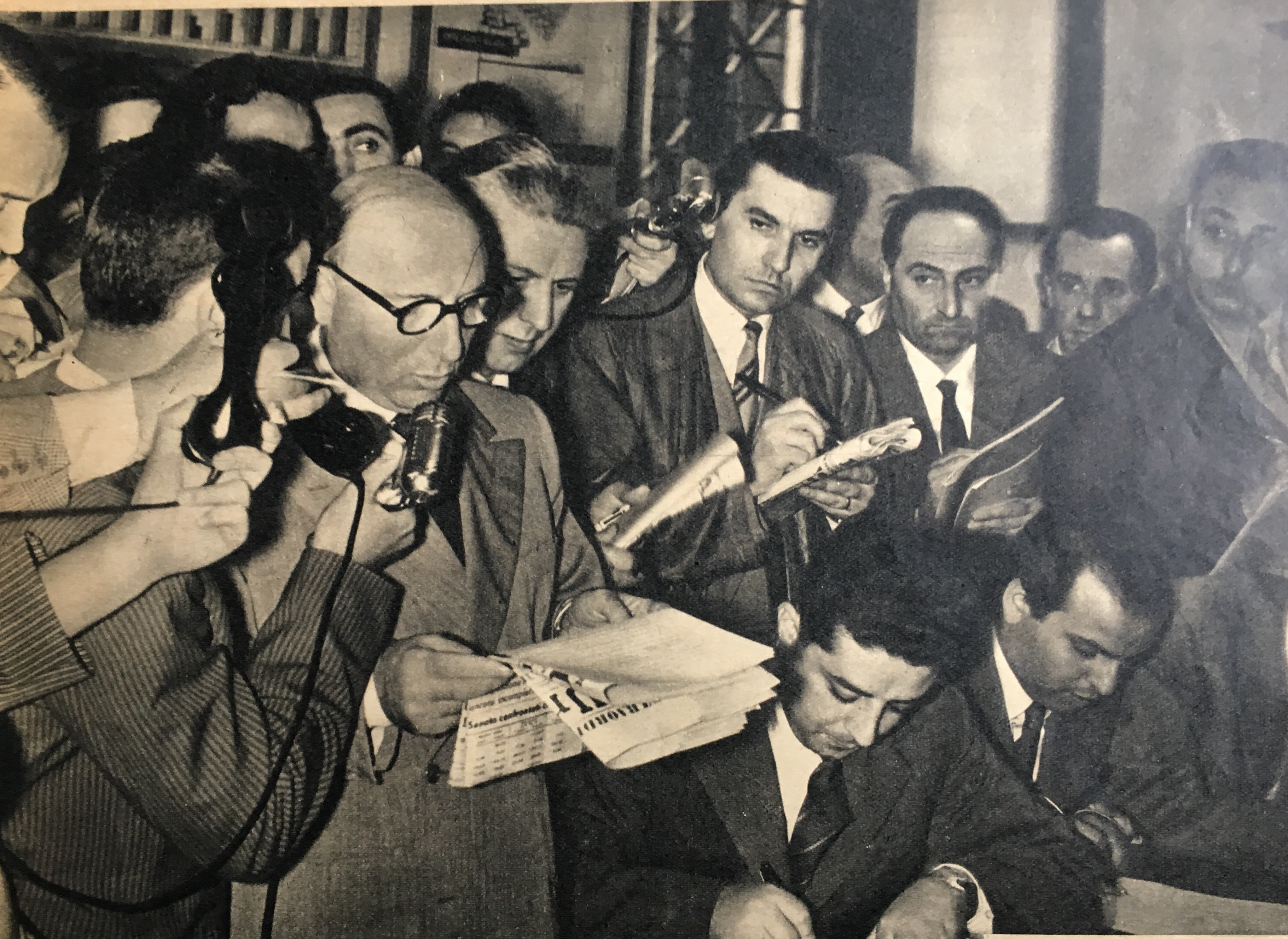
Scelba fala com jornalistas em 1953

Durante o seu mandato, ele construiu relações fortes com os Estados Unidos e a OTAN e resolveu muitas questões de guerra, nomeadamente, incluindo a difícil situação no Território Livre de Trieste. Poucos meses antes, o ex-primeiro-ministro Pella arriscou um conflito aberto com a Iugoslávia de Josip Tito, Scelba, em vez disso, buscou uma via diplomática, que trouxe a assinatura do chamado "Memorando de Londres", em 5 de outubro de 1954 O acordo deu a antiga "Zona A" com Trieste à Itália para administração civil ordinária, e a "Zona B", que já tinha um governo comunista desde 1947, à Iugoslávia.
Embora nomeado primeiro-ministro, as consequências do massacre de Portella della Ginestra vieram assombrar Scelba novamente. Em 9 de fevereiro de 1954, Gaspare Pisciotta foi encontrado morto em sua cela. Depois que Pisciotta foi condenado à prisão perpétua e trabalhos forçados, ele percebeu que havia sido abandonado por todos. Declarou que ia contar toda a verdade, em particular quem assinava a carta que fora levada a Giuliano, que exigia o massacre de Portella delle Ginestra em troca da liberdade dos bandidos e que Giuliano destruíra imediatamente. A causa da morte de Pisciotta, conforme revelado pela autópsia, foi a ingestão de 20 mg de estricnina. Tanto o governo quanto a máfia foram sugeridos como responsáveis pelo assassinato de Pisciotta, mas ninguém jamais foi levado a julgamento. A imprensa fascista e comunista fez o possível para denunciá-lo ao recém-nomeado governo de Scelba, mas não tinha provas para prosseguir.
Outro escândalo que atingiu o governo de Scelba foi o caso Montesi. O ministro das Relações Exteriores, Attilio Piccioni, co-fundador da DC, bem como o chefe da polícia nacional, tiveram que renunciar quando o filho do pianista de jazz de Piccioni foi implicado no escândalo envolvendo sexo, narcóticos e a morte da festeira Wilma Montesi.
Na política social, em agosto de 1954 o governo introduziu um plano de investimentos para a construção pública de moradias econômicas.

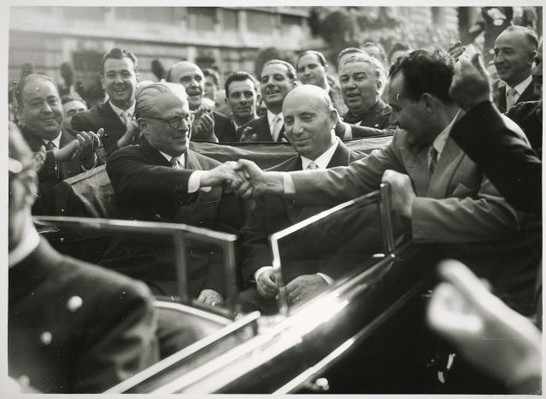
Scelba com Giovanni Gronchi, após sua eleição como presidente

No final de 1954, Scelba aprovou um pacote de medidas contra o Partido Comunista e os sindicatos que foi amplamente modelado nos planos de guerra psicológica dos Estados Unidos elaborados pela primeira vez em 1951-1952. No entanto, provou ser apenas uma tentativa de consolidar sua posição precária em casa, obtendo o apoio formal americano. Sua implementação tímida exacerbou o ressentimento de Washington para com seus aliados italianos e mal afetou a estrutura organizacional do PCI. O PCI aproveitou o episódio para denunciar o caráter iliberal e autoritário do governo democrata-cristão e para se colocar mais uma vez como o verdadeiro defensor das liberdades políticas e dos direitos constitucionais.

Em abril de 1955, Giovanni Gronchi foi eleito novo Presidente da República. Scelba apresentou ao chefe de estado recém-eleito a renúncia formal de seu governo: foi um ato de cortesia para com o novo presidente, que, na ausência de uma crise de maioria, deveria rejeitá-los, mas Gronchi não o fez. Isso gerou uma verdadeira crise política, durante a qual Fanfani, como secretário do DC, impediu Scelba da formação do novo gabinete, mesmo que ele fosse formalmente o primeiro-ministro designado. Em julho de 1955, Scelba renunciou ao cargo e, em 6 de julho, Antonio Segni tomou posse como novo primeiro-ministro. Scelba, cuja queda foi causada por manobras políticas dos rivais de seu partido, sempre afirmou que havia sido derrubado não por uma votação parlamentar, mas por um golpe de partido.